# Раичич, Станойло
Станойло Ра́ичич (серб. Станојло Рајичић, хорв. Stanojlo Rajičić; 16 декабря 1910, Белград, Сербия — 21 июля 2000, там же) — сербский и югославский композитор и педагог.

## Биография
Начал обучение музыке в Белграде, продолжив занятия в Пражской консерватории у Рудольфа Карела (композиция), Алоиза Шима (фортепиано) и Йозефа Сука. Здесь входил в «пражскую группу» композиторов, куда, кроме него самого, входили: Миховил Логар, Драгутин Чолич, Любица Марич, Воислав Вучкович и Милан Ристич. После возвращается в Белград, где с 1940 года начинает преподавать в Музыкальной академии (профессор по классу композиции и оркестровки). В 1958—1962 годах он был директором Института музыковедения при Сербской академии наук и искусств. Среди учеников: Милан Михайлович, Василе Мокраняц, Властимир Перичич. С 1977 года — на пенсии. Писал музыку к спектаклям и фильмам.

## Сочинения
- опера «Симонида» / Симонида (1957, Сараево;1958 — 2-я редакция; 1967, Белград — 3-я редакция)
- опера «Караджордже» («Семя зла») / Карађорђе (1971)
- опера «Записки сумасшедшего» / Дневник једног лудака (1974, Белград; по Н. В. Гоголю)
- опера «Белые ночи» / Беле ноћи (1984, Белград; по Ф. М. Достоевскому)
- 4 балета («Под землёй», 1940; и др.)
- 6 симфоний (1935—1967)
- 4 симфонические поэмы (все — 1942)
- кантата «Слепой на ярмарке» (1961)
- 3 концерта для фортепиано с оркестром (1940,1942,1950)
- 3 концерта для скрипки с оркестром (1941,1946,1953)
- концерт для виолончели с оркестром (1949)
- 2 концерта для кларнета с оркестром (1943,1962)
- концерт для фагота с оркестром (1969)
- вокальные циклы «На Липаре» (1951), «Жёлтые листья» (1953), «Мгновения» (1965)

## Признание
В 1950 году избран членом-корреспондентом, а в 1958 — действительным членом Сербской академии наук и искусств.